# Phật giáo ở Đông Á

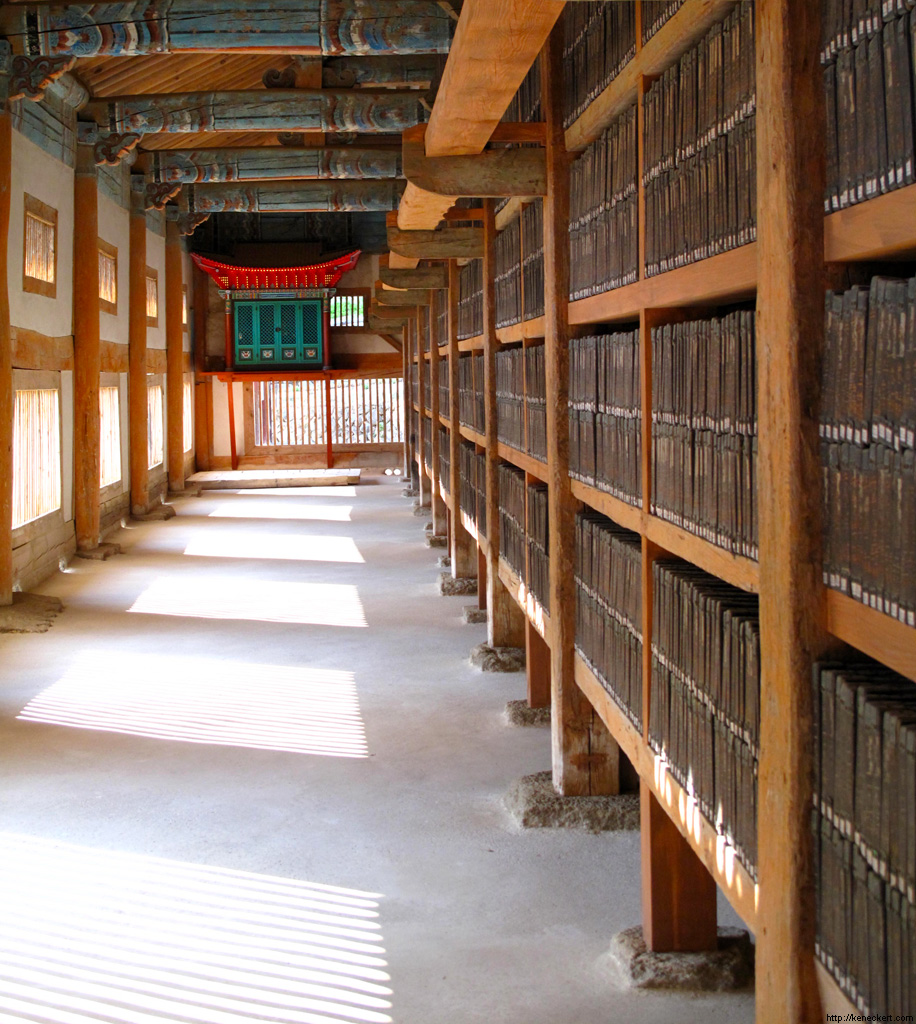
Các mộc bản Bát vạn Đại tạng kinh, mộc bản in kinh văn Phật giáo Hán ngữ lâu đời nhất còn được bảo tồn nguyên vẹn tại Chùa Haeinsa, Hàn Quốc.

Phật giáo Đông Á là một thuật ngữ thường dùng để chỉ đến 2 khái niệm khác nhau. Về địa lý, thuật ngữ này dùng để chỉ tín ngưỡng Phật giáo ở vùng Đông Á, bao gồm ở các quốc gia Trung Quốc, Nhật Bản, và bán đảo Triều Tiên.  Về hình thái, thuật ngữ này được mở rộng như một thuật ngữ chung cho các trường phái Phật giáo Đại thừa phát triển trên khắp Đông Á theo nền tảng kinh văn Phật giáo Hán ngữ, mở rộng ra cả Việt Nam ở Đông Nam Á. Theo nghĩa này, Phật giáo Đông Á là cộng đồng Phật giáo lớn nhất về số lượng trong số các truyền thống Phật giáo trên thế giới, chiếm hơn một nửa số Phật tử trên thế giới.
Nhìn chung, tất cả các tông phái Phật giáo Đông Á đều bắt nguồn từ các trường phái Phật giáo được Hán hóa, hình thành và phát triển từ giữa thời nhà Hán. Do các cuộc tiếp xúc thương mại với Trung và Nam Á vào Đông Á, dọc theo Con đường tơ lụa, hình thành sự giao lưu văn hóa sôi nổi trong hơn một thiên niên kỷ, bao gồm cả các hoạt động truyền bá tôn giáo, mà theo đó Phật giáo lần đầu tiên được giới thiệu từ Trung Á và Gandhara vào Trung Hoa. Phật giáo được Hán hóa mạnh mẽ vào thời nhà Tống, và do đó chịu ảnh hưởng rất lớn từ của văn hóa và triết học Trung Hoa.  Một số tông phái có ảnh hưởng nhất bao gồm Thiền, Tịnh độ, Hoa Nghiêm, Thiên thai và Phật giáo mật truyền. Những trường phái này đã phát triển những cách giải thích mới, độc đáo theo truyền thống Đông Á về các kinh văn Phật giáo và tập trung vào việc nghiên cứu kinh điển Đại thừa. Theo Paul Williams, sự nhấn mạnh này vào việc nghiên cứu kinh điển trái ngược với thái độ của Phật giáo Tây Tạng coi kinh điển là quá khó trừ khi được tiếp cận thông qua nghiên cứu các luận thuyết triết học (shastra).
Các kinh văn Hán ngữ bắt đầu được dịch vào thế kỷ thứ hai và tiếp tục phát triển trong khoảng thời gian 1.000 năm. Những bản in khắc gỗ đầu tiên được hoàn thành vào năm 983. Phiên bản tiêu chuẩn hiện đại là Taishō Tripiṭaka, được sản xuất tại Nhật Bản từ năm 1924 đến 1932.
Bên cạnh việc chia sẻ kinh điển, các hình thức khác nhau của Phật giáo Đông Á cũng đã điều chỉnh các giá trị tu tập truyền thống Đông Á, vốn không nổi bật trong Phật giáo Ấn Độ, chẳng hạn như sự tôn kính tổ tiên của Trung Hoa và quan điểm hiếu thảo của Nho giáo. Tăng sĩ Phật giáo Đông Á nói chung tuân theo giới luật được gọi là Luật Pháp Tạng (Dharmaguptaka Vinaya). Một ngoại lệ là một số tông phái Phật giáo Nhật Bản, nơi các tu sĩ Phật giáo đôi khi được kết hôn mà không tuân theo giới luật truyền thống. Điều này phát triển trong thời Minh Trị Duy tân, khi một chiến dịch chống lại Phật giáo trên toàn quốc được phát động, buộc một số trường phái Phật giáo Nhật Bản phải thay đổi hình thức tu tập của họ.

## Ở các quốc gia

### Phật giáo ở Trung Quốc

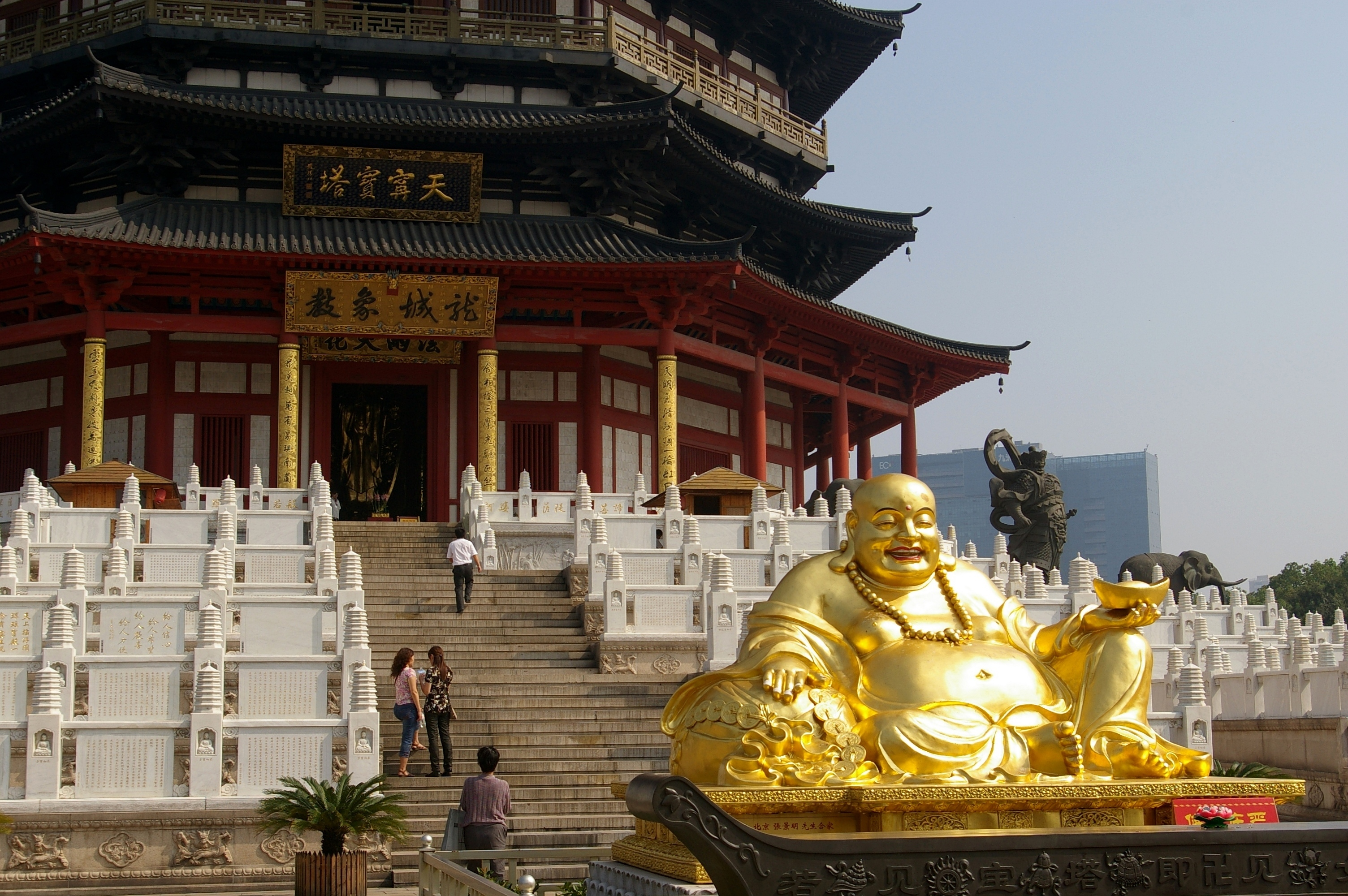
Tượng Bố Đại (Di Lặc).

Phật giáo ở Trung Quốc được đặc trưng bởi các tương tác phức tạp với các truyền thống tôn giáo bản địa Trung Hoa, như Đạo giáo và Nho giáo, và những khác biệt từ ủng hộ đến và đàn áp giữa các triều đại. Được giới thiệu đến Trung Quốc vào thời nhà Hán, vào thời điểm đế chế nhà Hán mở rộng ảnh hưởng địa chính trị tương ứng mới ra đời của mình sang các khu vực Trung Á, cơ hội trao đổi văn hóa và tiếp xúc thương mại sôi động trong hơn một thiên niên kỷ dọc theo Con đường tơ lụa và các tuyến thương mại đường biển với Ấn Độ và vùng biển Đông Nam Á, giúp cho Phật giáo thâm nhập vào Trung Quốc và dần dần vào phần còn lại của Đông Á.
Bên cạnh đó, Phật giáo Trung Hoa đã ảnh hưởng mạnh mẽ đến sự phát triển của Phật giáo ở các nước Đông Á khác, với hệ kinh văn Phật giáo Hán ngữ đóng vai trò là kinh điển tôn giáo chính cho các quốc gia khác trong khu vực.
Phật giáo Trung Hoa thời kỳ đầu chịu ảnh hưởng của các dịch giả từ Trung Á, những người đã bắt đầu dịch một số lượng lớn Tam tạng và các kinh luận từ Ấn Độ và Trung Á sang Hán ngữ. Những nỗ lực ban đầu để tổ chức và giải thích nhiều loại kinh văn đã tiếp nhận làm phát sinh các trường phái Phật giáo đầu tiên của Trung Quốc như Hoa Nghiêm và Thiên Thai. Vào thế kỷ thứ 8, phái Thiền tông bắt đầu xuất hiện, cuối cùng trở thành trường phái Phật giáo có ảnh hưởng nhất ở Đông Á và lan rộng khắp khu vực.

### Phật giáo ở Nhật Bản
Phật giáo chính thức du nhập vào Nhật Bản từ Trung Hoa và Triều Tiên trong thế kỷ thứ 5 và thứ 6 sau Công nguyên. Ngoài việc phát triển các phiên bản truyền thống Trung Hoa và Triều Tiên của riêng họ (chẳng hạn như Zen, một hình thức Thiền và Shingon của Nhật Bản, một hình thức Phật giáo mật truyền Trung Quốc), Nhật Bản đã phát triển các truyền thống bản địa của riêng họ như Tendai, dựa trên Thiên Thai tông, Nichiren và Jōdo Shinshū (một trường phái Tịnh độ).

### Phật giáo ở Triều Tiên
Phật giáo được du nhập vào Bán đảo Triều Tiên từ Trung Hoa trong thế kỷ thứ 4, nơi nó bắt đầu được thực hành cùng với pháp sư bản địa. Sau sự hỗ trợ mạnh mẽ của triều đình trong thời đại Goryeo, Phật giáo đã bị đàn áp trong thời kỳ Joseon để ủng hộ Tân Nho giáo. Sự đàn áp cuối cùng đã kết thúc do sự tham gia của Phật giáo trong việc đẩy lùi cuộc xâm lược của Nhật Bản vào Triều Tiên vào thế kỷ 16, dẫn đến một thời kỳ phục hồi chậm chạp kéo dài đến thế kỷ 20. Trường phái Seon, bắt nguồn từ nhánh Thiền Trung Hoa, được giới thiệu vào thế kỷ thứ 7 và phát triển trở thành hình thức phổ biến nhất của Phật giáo Hàn Quốc hiện đại, với Dòng Jogye và Dòng Taego là hai nhánh chính.